# Ради Балабански
Ради Иванов Балабански е български офицер, полковник.

## Биография
Роден е на 23 март 1898 година в търновското село Кованлък. През 1919 година завършва Военното училище в София. От 1943 година е командир на шестдесет и първи пехотен полк, част от двадесет и четвърта пехотна дивизия. От 1944 година е командир на четиридесет и девети пехотен калимански полк от седемнадесета пехотна щипска дивизия. Уволнен е на 13 септември 1944.

## Военни звания
- Подпоручик (1919)
- Поручик (30 януари 1923)
- Капитан (15 юни 1928)
- Майор (6 май 1936)
- Подполковник (6 май 1940)
- Полковник (14 септември 1943)